# Wuthering Heights (canção)
Wuthering Heights é uma canção escrita pela cantora inglesa Kate Bush e lançada em seu compacto de estreia, em janeiro de 1978. A canção chegou ao nº 1 das paradas britânicas e é o seu single mais vendido até hoje. Ela foi lançada logo depois, em fevereiro, no álbum The Kick Inside, para qual tinha sido escrita, e regravada em 1986 para o álbum de Greatest-Hits The Whole Story. Wuthering Heights é considerada pela britânica Q Magazine como a 32ª melhor canção de todos os tempos e o compacto Wuthering Heights / Kite o 19º melhor pelo Rate Your Music.

## Criação
Bush escreveu a letra da música quando tinha 18 anos, baseando-se no livro do mesmo nome de Emily Brontë, inspirada pelos últimos dez minutos da versão de 1970 do filme, a que assistiu na televisão. Bush então leu o livro e descobriu que havia nascido no mesmo dia que Brontë. A música, a última escrita e última a ser gravada para seu álbum de estreia, foi criada no piano em algumas horas numa madrugada.
Na letra, a canção usa várias falas da personagem principal 'Catherine Earnshaw', principalmente no refrão: "Let me in! I'm so cold!" e mesmo nos versos como a confissão de Catherine a sua serva de ter "bad dreams in the night." A letra é feita do ponto de vista de Catherine, que implora na janela de Heathcliff que ele a deixe entrar. Esta cena romântica tem um lado sinistro considerando-se os eventos do livro, já que Catherine pode ser um fantasma chamando o amado para juntar-se a ela na morte.

### Solo
O solo de guitarra ao final da música é tocado por Ian Bairnson, multi-instrumentista ex-integrante do The Alan Parsons Project. Geralmente se comete o engano de dizer que o solista da música foi David Gilmour, do Pink Floyd, talvez por sua associação com Kate Bush, assim como por seu virtuosismo. O solo foi colocado discretamente na mistura final de sons da canção e mais tarde o engenheiro de som John Kelly iria arrepender-se de não o ter colocado mais alto na mixagem final.

## Lançamento
A gravadora EMI havia inicialmente escolhido outra faixa do disco, "James and the Cold Gun", como música de trabalho, mas Bush estava determinada a que "Heights" fosse a primeira canção do álbum a ser lançada. Ao final, ela ganhou a discussão, mostrando grande determinação para uma cantora caloura de vinte anos contra uma grande gravadora britânica. Esta não foi a única vez que Bush confrontou a EMI para continuar a manter o controle de sua carreira.
Dois videoclipes foram criados para acompanhar "Wuthering Heights". Num deles, ela canta num quarto negro cheio de névoa branca, usando um vestido também branco, versão que foi lançada no Reino Unido. O segundo, gravado no campo, em exterior, em que ela canta e dança com um vestido vermelho, foi lançado nos Estados Unidos e se tornou a mais popular internacionalmente.
A data de lançamento foi inicialmente marcada para 4 de novembro de 1977, mas Kate, mais uma vez mostrando sua determinação, insistia para que a foto da capa do compacto fosse trocada porque não havia gostado. Algumas cópias já haviam inclusive sido enviadas a estações de rádio mas a EMI adiou o lançamento marcando nova data, para o Ano Novo de 1978. A decisão acabou sendo inteligente, pois evitou que ela tivesse que enfrentar nas paradas o single Mull of Kintyre, de Paul McCartney & Wings, que, lançada nesta data, em dezembro de 1977 havia se tornado o single mais vendido na história da Grã-Bretanha.
"Wuthering Heights" foi finalmente lançada em 6 de janeiro de 1978, e entrou no nº 42 das paradas em fevereiro. Na semana seguinte subiu para a 27ª posição e Kate se apresentou no popular programa de televisão Top of the Pops, o que levou a música a ser uma das mais tocadas nas rádios e rapidamente chegar ao topo das paradas, onde permaneceu por quatro semanas, impulsionando Bush para a fama.
Kate Bush tornou-se a primeira mulher a escrever e cantar a própria música a atingir o topo das paradas britânicas. "Wuthering Heights" continua a ser até hoje seu single mais vendido e ela recebeu o Disco de Ouro da BPI por vendas de mais de meio milhão de cópias, conquistando a 10ª posição entre as singles mais vendidas de 1978.

## Versões
"Wuthering Heights" tem sido gravada por diversos artistas do mundo todo, entre eles as italianas Elisa Toffoli e Cristina Donà, a roqueira americana Pat Benatar, a neo-zelandeza Hayley Westenra, o grupo The Decemberists e a banda brasileira de power metal Angra.

## Desempenho nas paradas musicais
| Parada musical (1978-1979)                | Melhor posição |
| ----------------------------------------- | -------------- |
| Áustria — Ö3 Austria Top 40               | 17             |
| Austrália — ARIA Charts                   | 39             |
| Bélgica — Belgian Singles Chart (Valônia) | 6              |
| França — SNEP                             | 75             |
| Noruega — Norwegian Singles Chart         | 7              |
| Nova Zelândia — RIANZ                     | 1              |
| Países Baixos — Holanda MegaCharts        | 3              |
| Reino Unido — UK Singles Chart            | 1              |
| Suécia — Sverigetopplistan                | 6              |
| Suíça — Schweizer Hitparade               | 8              |